# Chmeľová (Bílé Karpaty)
Chmeľová (925 m) je druhá nejvyšší hora Bílých Karpat, po Velké Javořině (970 m).
Tyčí se 1 km severně od slovenské obce Vršatské Podhradie, západně od přírodní rezervace Vršatská bradla, vyhlášené v roce 1970 na ochranu působivého vápencového masivu bradlového pásma Bílých Karpat. Na území se zachovaly skalní i lesní společenstva teplomilných i horských druhů rostlin a živočichů.

## Turismus
Vrch v atraktivním prostředí v blízkosti obce Vršatské Podhradie a zříceniny Vršateckého hradu poskytuje zajímavé možnosti na výlety. Dominanta širokého okolí se zajímavými výhledy je dostupná:
- po žluté  značce z Červeného Kamene nebo z parkoviště od chaty u Vršatské Podhradí

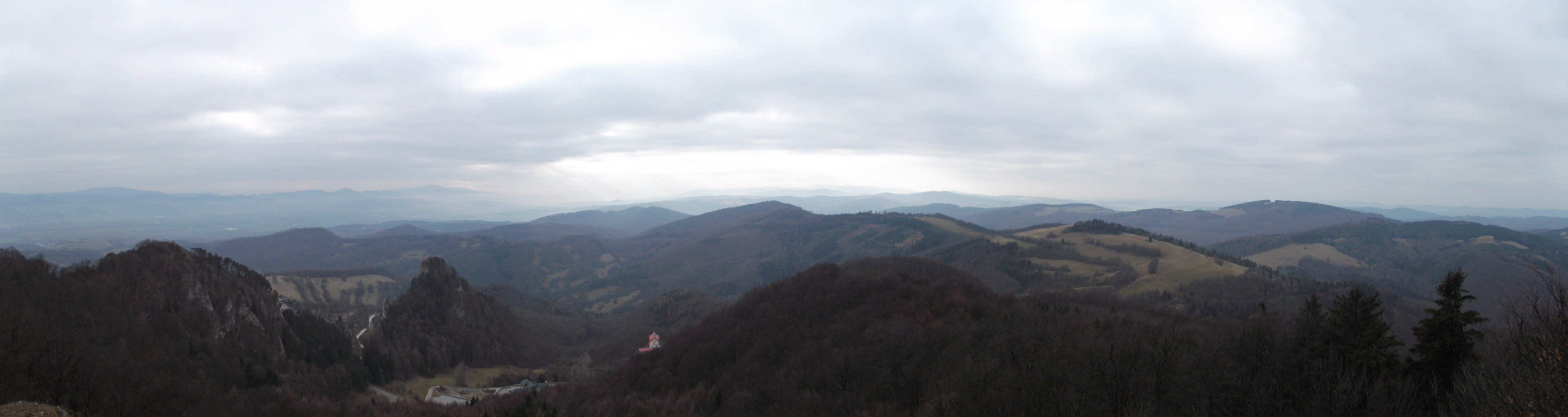
Panorama z Chmeľové, Vršatská bradla vlevo

- po modré  značce z Červeného Kamene přes Vršatské Podhradie